# Бејлитон (Тенеси)
Бејлитон (енгл. Baileyton) град је у америчкој савезној држави Тенеси.

## Демографија
По попису из 2010. године број становника је 431, што је 73 (-14,5%) становника мање него 2000. године.
| Група             | 2000.       | 2010.       |
| Белци             | 493 (97,8%) | 428 (99,3%) |
| Афроамериканци    | 5 (1,0%)    | 1 (0,2%)    |
| Азијати           | 0 (0,0%)    | 1 (0,2%)    |
| Хиспаноамериканци | 4 (0,8%)    | 1 (0,2%)    |
| Укупно            | 504         | 431         |